# 高闾
高闾（5世纪—502年），字阎士，闾本名驴。渔阳郡雍奴（今天津市武清区西南）人，中国南北朝北魏散文家、魏孝文帝时中书令。
五世祖高原，晋朝上谷郡太守。祖高雅，州别驾。父高洪，陈留王从事中郎。高驴早孤，年少好学，博涉经史，文才俊伟，下笔成章。高驴家贫，为车夫送租平城，求见崔浩，崔浩奇其文才，为他改名高闾，由此知名。魏太武帝太平真君九年（448年）为中书博士。魏文成帝和平末年，为中书侍郎。魏献文帝即位，冯太后临朝，诛乙浑。高闾与中书令高允入禁中参决大政，官至光禄大夫、吏部尚书，赐爵安乐侯。承明初年（467年），为中书令，加给事中，参予机密。国家典章、诏书令檄颂赞等都出其手。官至中书监。太和年间，魏孝文帝命高闾等修律。他向魏孝文帝陈安边之策，建议于六镇之北筑长城。出为相州刺史，认为迁都洛阳有十不便，建议迁都到邺城，反对孝文帝南征，认为汉朝名臣，都不以江南为中国。三代之境，也不是很辽阔。孝文帝说：“淮海是扬州，荆山及衡阳是荆州，这不是贴近中国吗？”官至太常卿。景明三年（502年）十月，高闾在家中去世。景明四年（503年）三月，赠镇北将军、幽州刺史，谥文侯。
高闾议政知无不言，为文风格优雅。其文章与与高允齐名，并称“二高”。有文集，今佚。《全上古三代秦汉三国六朝文》存其文十七篇。高闾《论淮南不宜留戍表》堰水先塞其源，伐木必拔其本。公高闾有《燕志》十卷，记录北燕历史。有三子：高元昌、高定殷、高幼成。

## 延伸阅读
[在维基数据编辑]
 在维基文库阅读此作者作品
 《魏書/卷54》，出自魏收《魏书》
 《北史·卷034》，出自李延壽《北史》